# Pogrom di Kaunas
Il pogrom di Kaunas fu un massacro di ebrei che vivevano a Kaunas, in Lituania, ebbe luogo tra il 25 ed il 29 giugno 1941, durante i primi giorni dell'operazione Barbarossa e dell'occupazione nazista della Lituania. L'incidente più famigerato è avvenuto nella sezione NKVD di Kaunas, dove diverse dozzine di uomini ebrei, sono stati pubblicamente torturati e giustiziati il 27 giugno di fronte a una folla di uomini, donne e bambini lituani. L'incidente è stato documentato da un soldato tedesco che ha fotografato l'evento soprannominato il Death Dealer: un uomo (identificato da molte fonti come Algirdas Jonas Klimaitis, maestro di scuola e giornalista, morto ad Amburgo negli anni '80 senza subire mai alcun processo) ha picchiato a morte ogni altra persona con una sbarra di metallo. Nei mesi successivi, si sono svolte esecuzioni sistematiche in vari forti della Fortezza di Kaunas, in particolare il Settimo e il Nono forte.

## Storia

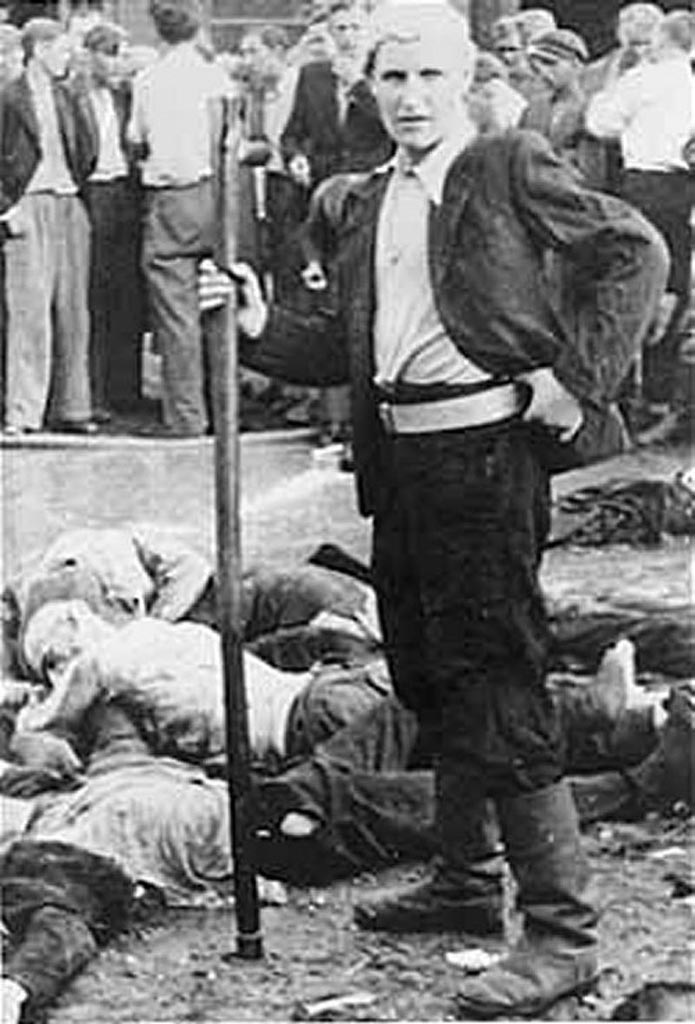
Lo sconosciuto Death Dealer

Il Fronte attivista lituano (LAF), un'organizzazione di liberazione nazionale che opera all'interno della Lituania sovietica, prese il controllo della città e gran parte della campagna lituana la sera del 23 giugno 1941. Il Brigadeführer delle SS Franz Walter Stahlecker arrivò a Kaunas la mattina del 25 giugno. Ha visitato la sede della Polizia lituana e ha pronunciato un lungo discorso antisemita, incoraggiando i lituani a risolvere il "problema ebraico". Secondo il rapporto di Stahlecker del 15 ottobre, i lituani locali non erano entusiasti del pogrom e così dovette sfruttare Algirdas Klimaitis ed i suoi uomini. Klimaitis controllava un'unità paramilitare di circa 600 uomini che era stata organizzata a Tilsit dalla SD e non era subordinata alla LAF.

## Il massacro

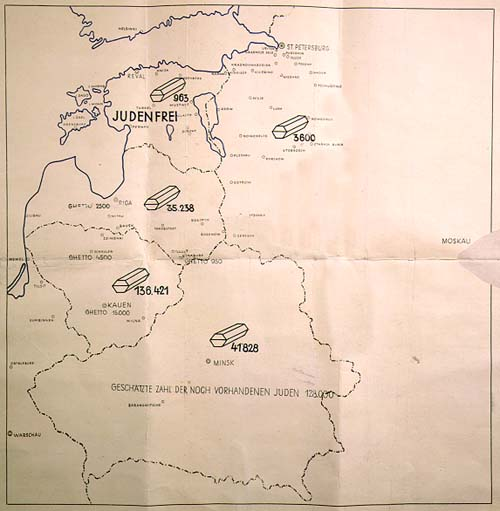
Mappa inviata da Stahlecker a Heydrich il 31 gennaio 1942, illustra le uccisioni di ebrei del 1941 negli Stati baltici sotto il comando di Stahlecker

A partire dal 25 giugno, diverse unità organizzate dai nazisti hanno attaccato i civili ebrei del sobborgo ebraico di Kaunas che ospitava la famosa Slabodka yeshiva. Secondo il rabbino Ephraim Oshry, c'erano i tedeschi presenti sul ponte per Slobodka, ma furono i volontari lituani a uccidere gli ebrei. Il rabbino di Slobodka, Rav Zalman Osovsky, è stato legato mani e piedi a una sedia, "poi la sua testa è stata posta su un volume aperto di gemora (volume del Talmud) e [gli] hanno segato la testa", dopo di che hanno ucciso sua moglie e suo figlio. La sua testa era posta in una finestra della residenza, recante un cartello: "Questo è quello che faremo a tutti gli ebrei".
Al 28 giugno 1941, secondo Stahlecker, 3.800 persone erano state uccise a Kaunas e altre 1.200 nelle altre città limitrofe. Secondo alcune fonti, Stahlecker avrebbe esagerato il suo conteggio degli omicidi.

## Le responsabilità
Vi è una controversia su chi sia il principale responsabile dell'inizio dei massacri: se i funzionari locali lituani o i nazisti.
Alcuni lituani citano il rapporto di Franz Walter Stahlecker del 15 ottobre a Heinrich Himmler. Stahlecker scrisse che era riuscito a coprire le azioni del Vorkommando (unità d'avanguardia tedesca) e lo fece sembrare un'iniziativa della popolazione locale.
Altri autori sostengono che i massacri iniziarono ancora prima dell'arrivo dei tedeschi. Essi sottolineano che le esecuzioni hanno avuto luogo nelle campagne e non solo nella città di Kaunas. Gli esperti di montaggio fotografico notano anche che molte immagini dal pogrom di Kaunas potrebbero essere state falsificate date le molte discrepanze nelle immagini (ad esempio, pareti diverse, le posizioni delle porte, l'illuminazione e la prospettiva non corrispondente). Il famoso Death Dealer con i capelli biondi avrebbe potuto non essere un lituano, ma il nazista tedesco Joachim Hamann che all'epoca agiva nel territorio.